# Золотники
Золотники (укр. Золотники) — село в Тернопольском районе Тернопольской области Украины. Административный центр Золотниковской сельской общины. Бывший районный центр и посёлок городского типа.
Население по переписи 2001 года составляло 1789 человек. Занимает площадь 5,743 км². Почтовый индекс — 48115. Телефонный код — 3551.
До 2020 года входило в Теребовлянский район.